# کاردیتو
کاردیتو (به ایتالیایی: Cardito) یک کومونه در ایتالیا است که در استان ناپل واقع شده‌است.

## خصوصیات
کاردیتو ۳٫۲ کیلومترمربع مساحت و ۲۱٬۳۰۲ نفر جمعیت دارد و ۳۳ متر بالاتر از سطح دریا واقع شده‌است.